# Peristylus elisabethae
Peristylus elisabethae là một loài thực vật có hoa trong họ Lan. Loài này được (Duthie) R.K.Gupta mô tả khoa học đầu tiên năm 1968.